# Julia Dancourt
Julia Dancourt (Andrée Claude Combe à l'état civil) est une actrice française née le 9 juillet 1932 à Lyon et morte le 22 mai 1996 à Paris.
Elle est apparue dans de nombreux feuilletons télévisés (Les Diables au village, Les Mohicans de Paris, Un grand amour de Balzac, Pot-Bouille) mais son rôle le plus important est celui de l'héroïne des Habits noirs (1967).

## Théâtre
- 1955 : Les Joyeuses Commères de Windsor de Shakespeare, mise en scène André Steigner, Festival de Bellac
- 1955 : Mariana Pineda de Federico García Lorca, mise en scène André Steigner, Festival de Bellac
- 1957 : Concerto de Jean-Jacques Varoujean, mise en scène Jean Chapot, théâtre de l'Œuvre
- 1961 : George Dandin de Molière, mise en scène Roger Planchon, théâtre de la Cité-Villeurbanne
- 1962 : La Remise de Roger Planchon, mise en scène de l'auteur, théâtre de la Cité-Villeurbanne
- 1964 : Troïlus et Cressida de William Shakespeare, mise en scène Roger Planchon, théâtre de l'Odéon
- 1964 : La Vie imaginaire de l'éboueur Auguste Geai d'Armand Gatti, mise en scène Jacques Rosner, théâtre de l'Odéon
- 1965 : Ce soir on improvise de Luigi Pirandello, mise en scène André Barsacq, théâtre de l'Atelier
- 1966 : La Maison de Bernarda Alba de Federico García Lorca, mise en scène Jacques Mauclair, théâtre Récamier
- 1967 : Extra-Muros de Raymond Devos, mise en scène de l'auteur, théâtre des Variétés
- 1970 : Caligula d'Albert Camus, mise scène Georges Vitaly, théâtre La Bruyère
- 1972 : Victor ou les Enfants au pouvoir de Roger Vitrac, mise en scène Jean Bouchaud, Comédie de Caen
- 1974 : Croque-monsieur de Marcel Mithois, mise en scène Jean-Pierre Grenier, théâtre Saint-Georges
- 1974 : Ce soir, on improvise de Luigi Pirandello, mise en scène Jacques Destoop

## Filmographie

### Cinéma
- 1977 : Diabolo menthe de Diane Kurys : Mme Jacquet

### Télévision
- 1967 : Les Habits noirs de René Lucot
- 1969 : En votre âme et conscience, épisode : L'Affaire Lacoste de  René Lucot
- 1972 : Les Boussardel, mini-série de René Lucot
- 1973 : Un grand amour de Balzac de Jacqueline Audry et Wojciech Solarz : Zulma Carraud
- 1973 : Les Mohicans de Paris de Gilles Grangier : Chante-Lilas
- 1974 : Malaventure ép. « Un plat qui se mange froid » de Joseph Drimal
- 1975 : Au théâtre ce soir : Il était une gare de Jacques Deval, mise en scène Jacques Mauclair, réalisation Pierre Sabbagh, théâtre Édouard VII
- 1975 : Salvator et les Mohicans de Paris de Bernard Borderie : Chante-Lilas
- 1977 : Dernier Appel d'Abder Isker
- 1977 : Les Cinq Dernières Minutes, épisode Le Goût du pain de Claude Loursais : Marthe
- 1977 : Désiré Lafarge de Jean-Pierre Gallo : la femme de Désiré
- 1982 : Les Dames à la licorne de Lazare Iglesis
- 1986 : Médecins de nuit de Jean-Pierre Prévost, épisode : Marie-Charlotte

## Doublage
- Lucia Modugno dans Navajo Joe (Sergio Corbucci, 1966) : Geraldine
- Maria Monti dans Il était une fois la révolution (Sergio Leone, 1971) : Adelita
- Ellen Corby dans Tueur malgré lui  (Burt Kennedy, 1971[2]) : Abigail
- [Qui ?] dans Le Décaméron (Pier-Paolo Pasolini, 1971) : une nonne du couvent
- Lea Massari dans Le Professeur (Valerio Zurlini, 1972) : Monica Dominici
- Rosanna Yanni dans Far West Story (Sergio Corbucci, 1972) : Linda Moreno
- Roxanna Bonilla dans Les Requins (Cornel Wilde, 1975) : Linda
- Jane Maria Robbins dans Rocky (John G. Avildsen, 1976) : Gloria
- Olivia Cole dans Héros (Jeremy Kagan, 1977) : Jane Adcox
- Judith Smiley dans Le Vainqueur (Steven Hilliard Stern, 1979) : la dame de l'accueil information
- Norma Donaldson dans Staying Alive (Sylvester Stallone, 1983) : Fatima
- Diahann Carol dans Dynastie : Dominique Deveraux
- Paula Kelly dans Santa Barbara : Ginger Jones
- Gina Lollobrigida dans La Proie des vautours (John Sturges, 1959) : Carla Vesari
- Cathryn Damon dans Soap (1977-1981) : Mary Campbell
- Holland Taylor dans À la poursuite du diamant vert (Robert Zemeckis, 1984) : Gloria
- Anne Schedeen dans la série Alf (1986-1990) : Katherine "Kate" Tanner
- Lilian Lemmertz dans la novela brésilienne Baila Comigo : Helena Seixas Miranda 1981